# Gal Alberman
Gal Alberman (in ebraico גל אלברמן‎?; Petah Tiqwa, 17 aprile 1983) è un allenatore di calcio ed ex calciatore israeliano, di ruolo centrocampista.

## Carriera

### Club
Alberman iniziò la sua carriera nelle giovanili del Maccabi Petah Tikva, per poi passare in prima squadra a giocare a fianco di Tomer Ben-Yosef e Omer Golan. Nei cinque anni con la maglia del Maccabi vinse la Toto Cup, oltre a un secondo posto in campionato e a una finale di Coppa di Israele.
Nel 2006, dopo una breve e sfortunata parentesi in Segunda División spagnola con la maglia del Tenerife, passò a giocare con il Beitar Gerusalemme con cui nelle due stagioni successive vinse altrettanti campionati e una Coppa di Israele, ottenendo anche il riconoscimento come miglior giocatore del torneo 2007/08.
Il 2 giugno 2008 ha firmato un contratto di quattro anni per il neopromosso Borussia Mönchengladbach.